# Луди Плебеи
Ludi Plebei са религиозни плебейски игри в Древен Рим, празнувани през периода 4 – 17 ноември.
Те се организират от плебейските едили в Цирк Фламиний на Марсово поле, построен от цензор Гай Фламиний през 221-220 пр.н.е.